# 1997 EP17
1997 EP17 är en asteroid i huvudbältet som upptäcktes den 1 mars 1997 av de båda japanska astronomerna Seiji Ueda och Hiroshi Kaneda i Kushiro.
Asteroiden har en diameter på ungefär 4 kilometer.